# (718) Erida
(718) Erida es un asteroide perteneciente al cinturón de asteroides descubierto el 29 de septiembre de 1911 por Johann Palisa desde el observatorio de Viena, Austria.
Está nombrado en honor de Erida Leuchner.